# UFC Fight Night: Arlovski vs. Barnett
UFC Fight Night: Arlovski vs. Barnett è stato un evento di arti marziali miste tenuto dalla Ultimate Fighting Championship svolto il 3 settembre 2016 al Barclaycard Arena di Amburgo, Germania.

## Retroscena
Questo è stato il primo evento organizzato dalla UFC ad Amburgo in Germania. I primi quattro eventi in Germania, furono
organizzati in Colonia, a Oberhausen e due volte a Berlino.
Nel main event della card, si affrontarono gli ex campioni dei pesi massimi UFC Andrei Arlovski e Josh Barnett.
Emil Weber Meek avrebbe dovuto affrontare Jessin Ayari. Tuttavia, Meek dovette rinunciare il 20 luglio a causa di problemi con le leggi anti-doping della UFC. Una settimana più tardi venne sostituito da Jim Wallhead.
Reza Madadi doveva vedersela con Rustam Khabilov ma, il 25 luglio, Madadi venne rimosso dalla card e rimpiazzato da Leandro Silva.
Il match tanto atteso tra Henry Briones e Brad Pickett doveva svolgersi per questo evento. Tuttavia, Briones venne sostituito nei primo giorni di agosto da Iuri Alcântara. Successivamente, l'incontro con Briones venne riorganizzato un mese dopo ad UFC 204.
Aisling Daly avrebbe dovuto affrontare l'ex campionessa dei pesi atomo Invicta FC Michelle Waterson. Tuttavia, la Daly subì un infortunio il 9 di agosto, rinunciuando così all'incontro. In seguito, anche la Waterson fu costretta a rinunciare per l'infortunio ad un dito.
Germaine de Randamie doveva vedersela con Ashlee Evans-Smith ma, a metà agosto, dovette rinunciare per un infortunio al piede, venendo sostituita da Veronica Macedo.
L'incontro di pesi piuma tra Martin Buschkamp e Alex Enlund venne cancellato dalla card, a causa di un infortunio da parte di Enlund.

## Risultati
|                                   | Divisione                        |                                  |                                  |                                  | Metodo                                      | Round                            | Tempo                            | Premio                           |
| Card Principale (UFC Fight Pass)  | Card Principale (UFC Fight Pass) | Card Principale (UFC Fight Pass) | Card Principale (UFC Fight Pass) | Card Principale (UFC Fight Pass) | Card Principale (UFC Fight Pass)            | Card Principale (UFC Fight Pass) | Card Principale (UFC Fight Pass) | Card Principale (UFC Fight Pass) |
| --------------------------------- | -------------------------------- | -------------------------------- | -------------------------------- | -------------------------------- | ------------------------------------------- | -------------------------------- | -------------------------------- | -------------------------------- |
|                                   | Pesi Massimi                     | Josh Barnett                     | batte                            | Andrei Arlovski                  | Sottomissione (rear-naked choke)            | 3                                | 2:53                             | FOTN, POTN                       |
|                                   | Pesi Mediomassimi                | Alexander Gustafsson             | batte                            | Jan Błachowicz                   | Decisione unanime (30-27, 30-27, 30-27)     | 3                                | 5:00                             |                                  |
|                                   | Pesi Mediomassimi                | Ryan Bader                       | batte                            | Ilir Latifi                      | KO (ginocchiata)                            | 2                                | 2:06                             | POTN                             |
|                                   | Pesi Leggeri                     | Nick Hein                        | batte                            | Tae Hyun Bang                    | Decisione unanime (29-28, 30-28, 30-27)     | 3                                | 5:00                             |                                  |
| Card Preliminare (UFC Fight Pass) |                                  |                                  |                                  |                                  |                                             |                                  |                                  |                                  |
|                                   | Pesi Welter                      | Jessin Ayari                     | batte                            | Jim Wallhead                     | Decisione non unanime (28-29, 29-28, 30-27) | 3                                | 5:00                             |                                  |
|                                   | Pesi Welter                      | Peter Sobotta                    | batte                            | Nicolas Dalby                    | Decisione unanime (30-26, 30-26, 30-26)     | 3                                | 5:00                             |                                  |
|                                   | Pesi Gallo (F)                   | Ashlee Evans-Smith               | batte                            | Veronica Macedo                  | KO Tecnico (gomitate)                       | 3                                | 3:14                             |                                  |
|                                   | Pesi Gallo                       | Taylor Lapilus                   | batte                            | Leandro Issa                     | Decisione unanime (30-27, 30-27, 29-28)     | 3                                | 5:00                             |                                  |
|                                   | Pesi Massimi                     | Christian Colombo                | contro                           | Jarjis Danho                     | Parità di maggioranza (29-27, 28-28, 28-28) | 3                                | 5:00                             |                                  |
|                                   | Pesi Medi                        | Jack Hermansson                  | batte                            | Scott Askham                     | Decisione unanime (30-27, 30-27, 29-28)     | 3                                | 5:00                             |                                  |
|                                   | Pesi Leggeri                     | Rustam Khabilov                  | batte                            | Leandro Silva                    | Decisione unanime (29-28, 29-28, 30-27)     | 3                                | 5:00                             |                                  |

- Colombo venne penalizzato con la detrazione di un punto, a causa di una ginocchiata illegale

## Premi
I lottatori premiati ricevettero un bonus di 50.000 dollari.
Legenda:
- FOTN: Fight of the Night (vengono premiati entrambi gli atleti per il miglior incontro dell'evento)
- POTN: Performance of the Night (viene premiato il vincitore per la migliore performance dell'evento)

## Incontri Annullati
|  | Divisione       |                      |        |                    | Motivo                            |
|  | --------------- | -------------------- | ------ | ------------------ | --------------------------------- |
|  | Pesi Welter     | Jessin Ayari         | contro | Emil Weber Meek    | Meek ebbe problemi di doping      |
|  | Pesi Leggeri    | Rustam Khabilov      | contro | Reza Madadi        | Madadi venne rimosso dalla card   |
|  | Pesi Gallo      | Henry Briones        | contro | Brad Pickett       | Briones venne rimosso dalla card  |
|  | Pesi Paglia (F) | Michelle Waterson    | contro | Aisling Daly       | La Daly subì un infortunio        |
|  | Pesi Gallo (F)  | Germaine de Randamie | contro | Ashlee Evans-Smith | La De Randamie subì un infortunio |
|  | Pesi Piuma      | Martin Buschkamp     | contro | Alex Enlund        | La Enlund subì un infortunio      |